# Marmande
Marmande je naselje in občina v jugozahodni francoski regiji Akvitaniji, podprefektura departmaja Lot-et-Garonne. Leta 1999 je naselje imelo 17.674 prebivalcev.

## Geografija
Kraj leži v jugozahodni Franciji na desnem bregu reke Garone in njenem pritoku Trec, med Agenom in Bordeauxom. 

## Administracija
Marmande je sedež dveh kantonov:
- Kanton Marmande-Vzhod (del občine Marmande, občine Agmé, Birac-sur-Trec, Fauguerolles, Gontaud-de-Nogaret, Hautesvignes, Longueville, Saint-Pardoux-du-Breuil, Taillebourg, Virazeil),
- Kanton Marmande-Zahod (del občine Marmande, občine Beaupuy, Mauvezin-sur-Gupie, Sainte-Bazeille, Saint-Martin-Petit).

Naselje je prav tako sedež okrožja, v katerega so poleg njegovih dveh vključeni še kantoni Bouglon, Castelmoron-sur-Lot, Duras, Lauzun, Mas-d'Agenais, Meilhan-sur-Garonne, Seyches in Tonneins s 76.169 prebivalci.

## Zgodovina
Marmande je bil ustanovljen okoli leta 1195 kot bastida na tleh nekdanjega mesta Riharda Levjesrčnega, ki je slednjemu podelil širok obseg samouprave. Kmalu po ustanovitvi je prešel v roke Toulouških grofov. Med Albižansko križarsko vojno (1209-1229) je bil večkrat oblegan; ob zavzetju mesta s strani Amaury de Montforta 1219 je sledil množični pokol njegovih prebivalcev. Pod Ludvikom IX. je bil združen s francosko krono. 
Kratka angleška okupacija med stoletno vojno (1447), neuspešno obleganje Henrika IV. v letu 1577, enomesečno kljubovanje diviziji Wellingtonove armade leta 1814 je nekaj pomembnih dogodkov v njegovi poznejši zgodovini.

## Znamenitosti
- cerkev Notre-Dame de Marmande s samostanom iz 13. stoletja, na seznamu francoskih zgodovinskih spomenikov,
- mestna hiša,
- trgi La place Clémenceau, La place du Château, La place du Marché

## Pobratena mesta
- Ejea de los Caballeros (Španija),
- Portogruaro (Italija).